# Millettia lane-poolei
Millettia lane-poolei là một loài thực vật có hoa trong họ Đậu. Loài này được Dunn miêu tả khoa học đầu tiên.